# Emmesomyia ovata
Emmesomyia ovata este o specie de muște din genul Emmesomyia, familia Anthomyiidae. A fost descrisă pentru prima dată de Stein în anul 1915.
Este endemică în Taiwan. Conform Catalogue of Life specia Emmesomyia ovata nu are subspecii cunoscute.